# Posłowie na Sejm Ustawodawczy (1919–1922)
Posłowie na Sejm Ustawodawczy zostali wybrani podczas wyborów parlamentarnych, które odbyły się w dniu 26 stycznia 1919.
Pierwsze posiedzenie odbyło się 10 lutego 1919, a ostatnie, 342. – 27 listopada 1922. Kadencja Sejmu trwała od 10 lutego 1919 do 1 grudnia 1922.
26 stycznia 1919 r. odbyły się pierwsze na ziemiach polskich powszechne wybory do Sejmu Ustawodawczego. W wyznaczonym terminie nie udało się przeprowadzić wyborów na terytorium całego kraju. Ostatecznie przeprowadzono wybory tylko na ziemiach dawnego Królestwa Polskiego i Galicji, skąd wybrano łącznie 291 posłów, w tym 220 z terenów byłego Królestwa, a 71 z byłej Galicji. Na podstawie dekretu o ordynacji wyborczej z 28 listopada 1918 r. do Sejmu włączono także 28 polskich parlamentarzystów z Wiedeńskiej Rady Państwa, czyli parlamentu Austro-Węgier. Byli to posłowie z okręgów wyborczych nr 48-59. Na mocy dekretu z dnia 7 lutego 1919 r. zostało dołączonych do składu sejmowego 16 posłów (9 z Wielkopolski i 7 z Górnego Śląska i Prus Królewskich). 16 lutego 1919 roku wybrano 4 posłów w suwalskim, a w dniu 9 marca przeprowadzono kolejne wybory, gdzie wybrano 6 posłów z okręgu podlaskiego, a dniu 14 marca sejm uznał za posłów 6 kandydatów zgłoszonych na jednej liście w cieszyńskim. W dniu 1 czerwca odbyły się wybory w trzech okręgach wyborczych poznańskiego, gdzie wybrano łącznie 32 posłów. Ustąpiło wówczas 9 posłów wcześniej dokooptowanych do składu sejmowego z parlamentu niemieckiego. Dwa tygodnie później, tj. 15 czerwca przeprowadzono wybory w białostockim, gdzie wybrano 11 posłów. 29 czerwca przeprowadzono wybory dwóch posłów w okręgu wyborczym nr 22. Wybory odbyły się tam już 26 stycznia, ale Sąd Najwyższy wyrokiem z dnia 17–31 maja unieważnił przeprowadzony wybór. Do Sejmu weszły ponownie te dwie same osoby. Kolejna tura wyborów miała miejsce w dniu 6 lipca 1919 r. Wybrano wówczas 2 posłów w okręgu wyborczym nr 24. W tym dniu wybory nie odbyły się w niektórych obwodach tegoż okręgu i zostały przeniesione na dzień 17 sierpnia. Tego samego dnia (tj. 17 sierpnia) przeprowadzono wybory ponownie w okręgu nr 24, z powodu, że dwa mandaty zostały unieważnione wyrokami Sądu Najwyższego z dnia 17 maja i 7–12 czerwca 1919 r. Wybrani zostali ponownie ci sami posłowie, co 26 stycznia. Ostatnie wybory odbyły się 2 maja 1920 roku, kiedy to wybrano na Pomorzu 20 posłów, a z analogicznych powodów jak to było przy wyborach na terenie Wielkopolski ustąpiło 2. Ostatnie powiększenie składu Sejmu Ustawodawczego miało miejsce 24 marca 1922 roku, na mocy uchwały sejmowej weszli do niego posłowie z Ziemi Wileńskiej w liczbie 20. Odtąd aż do końca kadencji Sejm Ustawodawczy liczył 432 posłów.
Marszałek senior 10 lutego 1919
- Ferdynand Radziwiłł (Klub Pracy Konstytucyjnej)

Marszałek Sejmu od 14 lutego 1919
- Wojciech Trąmpczyński (bezpartyjny)

Wicemarszałkowie Sejmu
- Jakub Bojko (PSL Piast) – od 14 lutego 1919
- Andrzej Maj (ZSLN) – od 14 lutego 1919
- Jędrzej Moraczewski (PPS) – od 14 lutego 1919
- Stanisław Osiecki (PSL „Wyzwolenie”) – od 14 lutego 1919
- Józef Ostachowski (PZL) – od 14 lutego 1919
- Stanisław Nowicki (NSR) – od 30 czerwca 1919 do 1 października 1919
- ks. Antoni Stychel (ZL-N) – od 21 października 1919

## Lista według przynależności partyjnej (stan na koniec kadencji)

### Polskie Stronnictwo Ludowe „Piast”(96 posłów)
- Jan Babicz
- Franciszek Bardel
- Józef Bednarczyk
- Paweł Bobek
- Jakub Bojko
- Izydor Brejski
- Jan Bryl
- Stanisław Ćwikowski
- Marian Dąbrowski
- Jan Dąbski
- Tomasz Dyło
- Aleksander Fijałkowski
- Antoni Gałka
- Walerian Górski
- Władysław Leon Grzędzielski
- Józef Jachowicz
- Andrzej Kędzior
- Władysław Kiernik
- Feliks Koczur
- Józef Kowalczuk
- Adam Krężel
- Michał Kucharczak
- Stanisław Lewy
- Michał Łaskuda
- Adolf Małyszko
- Franciszek Maślanka
- Antoni Mickiewicz
- Kazimierz Milewicz
- Jan Nawrocki
- Jan Pieniążek
- Andrzej Pluta
- Narcyz Potoczek
- Marcin Przewrocki
- Aleksander Putra
- Józef Rączkowski
- Wojciech Roj
- Michał Rudnik
- Agaton Rutkowski
- Henryk Skrzypek
- Jan Sobek
- Feliks Starzyński
- Kazimierz Stępień
- Antoni Szmigiel
- Andrzej Śnieguła
- Andrzej Średniawski
- Tomasz Świerad
- Walenty Toczek
- Wawrzyniec Tomaszewski
- Wincenty Witos
- Teofil Wojda
- Wawrzyniec Wojdyła
- Tomasz Wróbel
- Jan Zawada

### Związek Ludowo-Narodowy(81 posłów)
- Ernest Adam
- Michał Arcichowski
- Gabriela Balicka-Iwanowska
- Edmund Bieńkowski
- Szczepan Bochenek
- Michał Bojanowski
- Feliks Bolt
- Paweł Brandys
- Kazimierz Brownsford
- Stanisław Gustaw Brun
- Władysław Brzosko
- Stanisław Brzostowski
- Franciszek Buczny
- Jan Chadryś
- Antoni Chłapowski
- Seweryn Czetwertyński
- Władysław Dębski
- Piotr Dunajski
- Oskar Emil Friese
- Rudolf Gall
- Stanisław Głąbiński
- Jan Godek
- Stanisław Grabski
- Władysław Grabski
- Antoni Grzesiński
- Władysław Jabłonowski
- Jan Jakubowski
- Józef Albin Kłos
- Antoni Kłyszejko
- Bolesław Knast
- Wojciech Korfanty
- Konstanty Kowalewski
- Aleksander Kupczyński
- Józef Kurzawski
- Bolesław Lisowski
- Kazimierz Lutosławski
- Stefan Łaszewski
- Teodor Maciejewski
- Stanisław Starża-Majewski
- Władysław Makowski
- Bronisław Malewski
- Michał Marek
- Zygmunt Marweg
- Antoni Eustachy Marylski-Łuszczewski
- Franciszek Mazur
- Czesław Meissner
- Karol Mierzejewski
- Kazimierz Mystkowski
- Marceli Nowakowski
- Józef Orzechowski
- Edward Paczóski
- Piotr Piwko
- Witold Poklewski-Koziełł
- Paweł Pośpiech
- Feliks Pragacz
- Tadeusz Puławski
- Feliks Raczkowski
- Henryk Radziszewski
- Stefan Rottermund
- Jan Rudnicki
- Mieczysław Wiktor Rudnicki
- Antoni Rząd
- Szczepan Sawicki
- Marian Seyda
- Władysław Seyda
- Zygmunt Seyda
- Aleksander Skarbek
- Zofia Sokolnicka
- Witold Teofil Staniszkis
- Tadeusz Styczyński
- Stanisław Suliński
- Wacław Szadurski
- Stanisław Szczęsnowicz
- Stanisław Szymański
- Julian Szymborski
- Tadeusz Tabaczyński
- Leonard Michał Tarnawski
- Wiesław Tuchołka
- Józef Watulewicz
- Andrzej Wierzbicki
- Bolesław Witkowski
- Piotr Witkowski
- Stanisław Tomasz Włodek
- Bolesław Wróblewski
- Jan Załuska
- Jan Zamorski
- Aleksander Żebrowski

### Narodowe Zjednoczenie Ludowe(45 posłów)
- Józef Biliński
- Wacław Bliziński
- Jan Brodziak
- Adam Wiktor Cieśla
- Edward Dubanowicz
- Stanisław Dziennicki
- Stefan Falkowski
- Ignacy Góralski
- Józef Gradowski
- Stanisław Gumowski
- Nikodem Hryckiewicz
- Wojciech Idziak
- Ignacy Imiłkowski
- Tomasz Jakubowski
- Michał Janeczek
- Stanisław Jasiukowicz
- Karol Junga
- Stefan Kaczmarek
- Witold Kamieniecki
- Józef Kotas
- Ignacy Krężel
- Michał Kruczyński
- Józef Krzysztoforski
- Błażej Krzywkowski
- Andrzej Kuśmierek
- Józef Kwasek
- Władysław Kwiatkowski
- Jan Lewandowski
- Józef Londzin
- Antoni Ludwiczak
- Jan Łakota
- Hieronim Łoś
- Jan Kanty Madej
- Andrzej Maj
- Julian Mąkolski
- Adam Mieczkowski
- Maria Moczydłowska
- Leonard Mrożewski
- Michał Nasierowski
- Władysław Opala
- Michał Ostrowski
- Szczepan Piechota
- Antoni Piotrowski
- Józef Piotrowski
- Antoni Ramatowski
- Ludwik Rolla
- Walenty Równicki
- Władysław Józef Serwatowski
- Zygmunt Sędzimir
- Wojciech Sikora
- Leopold Skulski
- Władysław Skup
- Kazimierz Sobolewski
- Stefan Sokołowski
- Stefan Sołtyk
- Feliks Szczęsny Starkiewicz
- Stanisław Staszyński
- Antoni Swatowski
- Kazimierz Sykulski
- Adam Szewczyk
- Stanisław Szperna
- Wincenty Szymczak
- Jan Szyszkowski
- Roman Śrótka
- Juliusz Trzciński
- Dominik Tutaj
- Franciszek Tylman
- Wojciech Ulewicz
- Józef Walisiak
- Ryszard Wojdaliński
- Mikołaj Wojtan

### Związek Parlamentarny Polskich Socjalistów(34 posłów)
- Tomasz Arciszewski
- Norbert Barlicki
- Emil Bobrowski
- Antoni Chudy
- Kazimierz Czapiński
- Ignacy Daszyński
- Herman Diamand
- Kazimierz Dobrowolski
- Zygmunt Dreszer
- Jan Durczak
- Tadeusz Dymowski
- Władysław Gęborek
- Artur Hausner
- Jerzy Kantor
- Zygmunt Klemensiewicz
- Stanisław Kozyrski
- Maciej Kułakowski
- Ryszard Kunicki
- Herman Lieberman
- Marian Malinowski
- Zygmunt Marek
- Leon Misiołek
- Zofia Moraczewska
- Jędrzej Moraczewski
- Aleksander Napiórkowski
- Mieczysław Niedziałkowski
- Antoni Pączek
- Feliks Perl
- Franciszek Pudlarz
- Kazimierz Pużak
- Tadeusz Reger
- Franciszek Rejdych
- Julian Smulikowski
- Antoni Szczerkowski
- Adam Uziembło
- Bronisław Ziemięcki
- Zygmunt Żuławski

### Narodowo-Chrześcijański Klub Robotniczy(26 posłów)
- Stanisław Adamski
- Edmund Bigoński
- Stanisław Bresiński
- Władysław Chrzanowski
- Filip Dachowski
- Wojciech Fiołka
- Jan Frąckowiak
- Ludwik Gdyk
- Stanisław Hałko
- Antoni Harasz
- Władysław Herz
- Zygmunt Kaczyński
- Ignacy Kamiński
- Zenon Eugeniusz Lewandowski
- Wawrzyniec Lisiecki
- Julian Łabęda
- Kazimierz Maliński
- Stanisław Michalak
- Stanisław Miedziński
- Mikołaj Nader
- Stanisław Nowicki
- Wojciech Pawlik
- Adam Piotrowski
- Piotr Jakub Pussak
- Józef Rymer
- Wojciech Sosiński
- Alojzy Świniarski
- Michał Feliks Wichliński
- Ignacy Załęski
- Józef Zamiara
- Jan Zyskowski

### Polskie Stronnictwo Ludowe „Wyzwolenie”(24 posłów)
- Antoni Anusz
- Kazimierz Bagiński
- Wincenty Baranowski
- Józefat Błyskosz
- Władysław Boruń
- Antoni Bujak
- Piotr Burakowski
- Ludwik Chomiński
- Jan Cianciara
- Szczepan Ciekot
- Jan Dębski
- Jan Duro
- Błażej Dzikowski
- Jadwiga Dziubińska
- Alfons Erdman
- Aleksander Fiałkowski
- Michał Gajewski (poseł)
- Jan Gawlikowski
- Franciszek Górny
- Franciszek Jęczmyk
- Józef Jóźwik
- Michał Jurkiewicz
- Tomasz Karkowski
- Walenty Karlikowski
- Jan Kasiński
- Stanisław Kielak
- Irena Kosmowska
- Józef Kotnis
- Jan Kozłowski
- Bolesław Koźlicki
- Adam Kramarczuk
- Kazimierz Krawiec
- Walery Kurach
- Teofil Kurczak
- Franciszek Kwiecień
- Jan Ledwoch
- Julian Makuch
- Jan Małupa
- Jan Margol
- Antoni Mizera
- Wincenty Mróz
- Aleksander Serwacy Niedbalski
- Eugeniusz Okoń
- Stanisław Osiecki
- Józef Ostachowski
- Piotr Palonka
- Stanisław Pękala
- Stanisław Płocha
- Stanisław Pomarański
- Juliusz Poniatowski
- Franciszek Przybycień
- Maciej Rataj
- Eustachy Rudziński
- Jan Smoła
- Błażej Stolarski
- Jan Szafranek
- Franciszek Szymański
- Jan Tabor
- Stefan Tatarczak
- Józef Walczuk
- Andrzej Waleron
- Romuald Wasilewski
- Feliks Winiarczyk
- Kazimierz Wojtaszek
- Jan Woźnicki
- Wojciech Zajda
- Antoni Andrzej Zalewski

### Narodowa Partia Robotnicza(21 posłów)
- Adam Chądzyński
- Jan Dąbrowski
- Franciszek Festerkiewicz
- Bolesław Fichna
- Wincenty Galiński
- Stanisław Hellich
- Walenty Michalak
- Stanisław Niewinowski
- Albin Nowicki
- Jakub Nurek
- Antoni Piekarski
- Józef Pietrzyk
- Ignacy Postolski
- Szymon Rajca
- Władysław Strzębalski
- Mieczysław Tomczak
- Stanisław Wachowiak
- Ludwik Waszkiewicz
- Franciszka Wilczkowiakowa
- Wacław Wojtulanis
- Józef Zagórski

### Klub Pracy Konstytucyjnej(20 posłów)
- Dawid Abrahamowicz
- Jerzy Baworowski
- Stanisław Antoni Chaniewski
- Bronisław Dembiński
- Jan Kanty Federowicz
- Edmund Galik
- Jan Albin Goetz
- Alfred Halban
- Wincenty Jabłoński
- Jan Kleski
- Henryk Kolischer
- Natan Loewenstein
- Bronisław Osuchowski
- Ferdynand Radziwiłł
- Edmund Rauch
- Stanisław Jan Starowieyski
- Ignacy Steinhaus
- Bernard Stern
- Władysław Stesłowicz
- Kazimierz Józef Wysocki

### Polskie Stronnictwo Ludowe – Lewica(12 posłów)
- Franciszek Krempa
- Bernard Antoni Łosiński
- Jakub Madej
- Wojciech Marchut
- Józef Matusz
- Józef Putek
- Józef Rajski
- Tadeusz Seib
- Jan Stapiński
- Jan Sudoł
- Hipolit Śliwiński
- Franciszek Wójcik

### Zjednoczenie Mieszczańskie(14 posłów)
- Tadeusz Mścisław Dymowski
- Kazimierz Krajna
- Piotr Lasota
- Stanisław Maciejewicz
- Aleksander Henryk de Rosset
- Adolf Suligowski
- Teodor Szybiłło
- Adolf Świda
- Aleksander Thomas
- Ignacy Thomas
- Wacław Tomaszewski
- Julian Wróblewski
- Kazimierz Żero
- Józef Żmitrowicz

### Stronnictwo Katolicko-Ludowe(5 posłów)
- Kazimierz Kotula
- Józef Lubelski
- Piotr Majcher
- Antoni August Matakiewicz
- Jan Potoczek

### Narodowa Partia Pracy(6 posłów)
- Jan Brejski

### Frakcja Sejmowa Posłów Komunistycznych(2 posłów)
- Tomasz Dąbal
- Stanisław Łańcucki

### Rady Ludowe(4 posłów)
- Józef Jachiewicz
- Bronisław Kulesza
- Józef Małowieski
- Adam Zaleski

### Wolne Zjednoczenie Posłów Narodowości Żydowskiej(12 posłów)
- Joszua Farbstein
- Izaak Grünbaum
- Mojżesz Eliasz Halpern
- Maksymilian Hartglas
- Samuel Hirszhorn
- Hirsz Dawid Nomberg
- Abraham Perlmutter
- Jerzy Rosenblatt
- Chaim Rasner
- Ignacy Schiper
- Ozjasz Thon
- Salomon Weinzieher

### Niemieckie Stronnictwo Ludowe(2 posłów)
- Josef Alexander Spickermann
- Ludwik Wolff

### Klub Niemiecki (5 posłów)
- Ernst Barczewski
- Karol Daczko
- Erwin Hasbach
- Gustav Carl Heike
- Johann Splett

### bezpartyjny (4 posłów)
- Wojciech Trąmpczyński
- Ignacy Olszański
- Edward Surwiłło
- Salomon Weinzieher